# Shuinanxu (sockenhuvudort i Kina, Jiangxi Sheng, lat 26,84, long 116,49)
Shuinanxu är en sockenhuvudort i Kina. Den ligger i provinsen Jiangxi, i den sydöstra delen av landet, omkring 210 kilometer söder om provinshuvudstaden Nanchang. Antalet invånare är 6 018. Befolkningen består av 2 876 kvinnor och 3 142 män. Barn under 15 år utgör 19,0 %, vuxna 15-64 år 72 %, och äldre över 65 år 7,0 %.
Runt Shuinanxu är det ganska tätbefolkat, med 104 invånare per kvadratkilometer. Närmaste större samhälle är Xujiang, 16,4 km väster om Shuinanxu. I omgivningarna runt Shuinanxu växer i huvudsak blandskog.
Genomsnittlig årsnederbörd är 2 306 millimeter. Den regnigaste månaden är maj, med i genomsnitt 371 mm nederbörd, och den torraste är oktober, med 23 mm nederbörd.